# Schönebecker Straße 69–72

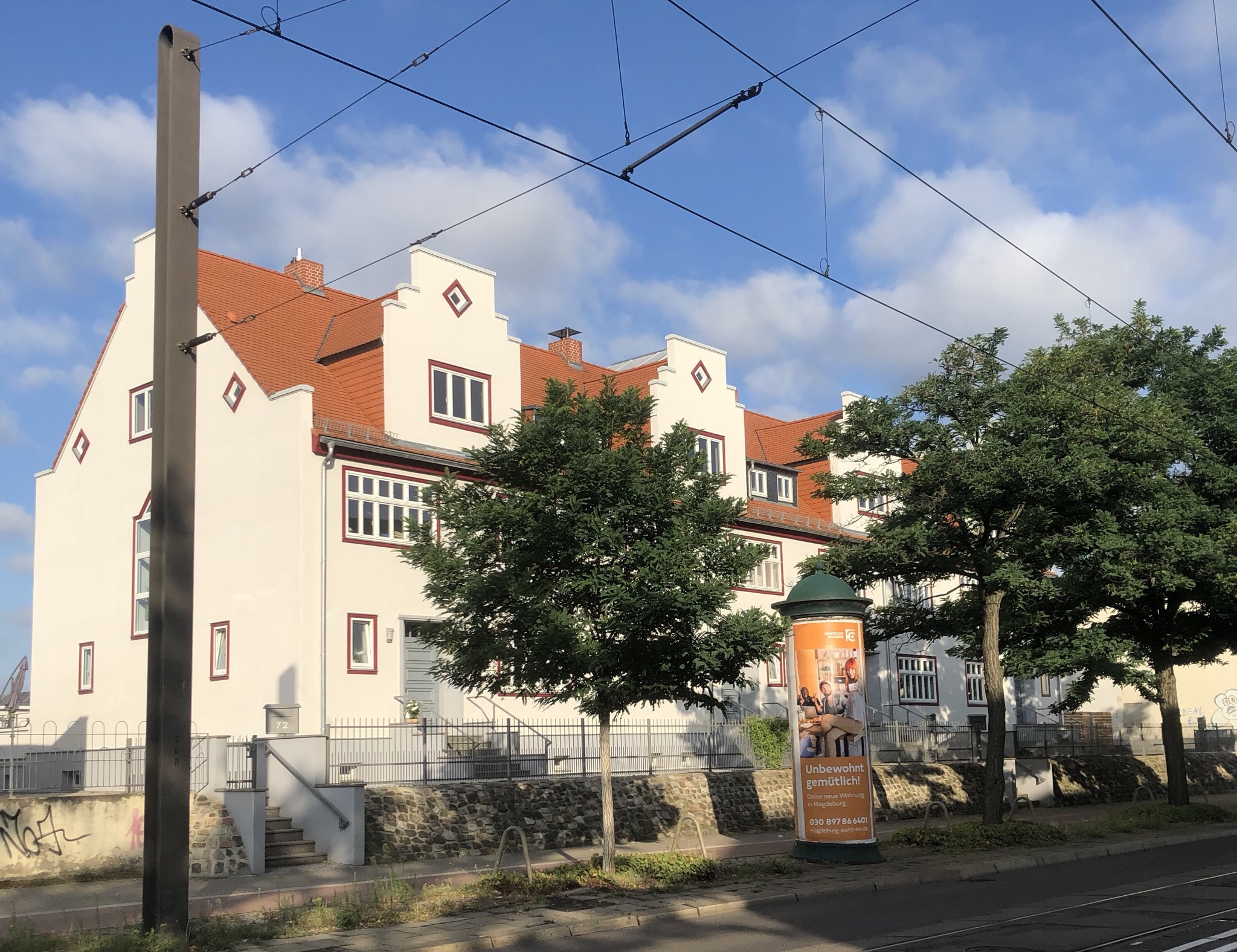
Schönebecker Straße 69–72, Blick von Südosten, 2019

Schönebecker Straße 69–72 ist ein denkmalgeschütztes Wohnhaus in Magdeburg in Sachsen-Anhalt.

## Lage
Es steht traufständig auf der Westseite der Schönebecker Straße im Magdeburger Stadtteil Buckau am südlichen Ortsausgang.

## Architektur und Geschichte
Der Bau besteht aus vier in geschlossener Bauweise im Heimatstil errichteten Reihenhäusern. Die zweigeschossigen verputzten gleichförmig gestalteten Häuser wurden 1922 als sogenanntes Beamten-Wohnhaus für leitende Angestellte des in Buckau ansässigen Grusonwerks gebaut. Bedeckt sind die Häuser mit Satteldächern, wobei das Erscheinungsbild durch große mit Treppengiebeln bekrönte Zwerchhäuser dominiert wird. Die Gestaltung lehnt sich so an norddeutsche Architekturen an. Die Fenster weisen eine moderne Formensprache auf. Liegenden rechteckigen Fenstern, mit starker Untergliederung, werden kleine quadratische Fenster gegenübergestellt. In den Giebelbereichen befindet sich ebenfalls jeweils ein quadratisches, allerdings auf eine Spitze gestelltes Fenster. Die Fenster im Erd- und Obergeschoss verfügen jeweils über hölzerne Fensterläden.
Den Häusern sind Vorgärten vorgelagert. Zur Straße hin besteht eine Böschung sowie eine zum Denkmal gehörende Grundstückseinfriedung.
Im örtlichen Denkmalverzeichnis ist das Wohnhaus unter der Erfassungsnummer 094 82625 als Baudenkmal verzeichnet.
Das Gebäude gilt als wichtiges Zeugnis der bauzeitlichen Wohnkultur in mittleren Verhältnissen und wird als architektur-, sozial- und industriegeschichtlich bedeutsam eingeschätzt.